# Кърни
 Тази статия е за града в Аризона, САЩ.  За окръга в Небраска вижте Кърни (окръг).  
Кърни (на английски: Kearny) е град в окръг Пинал, щата Аризона, САЩ. Кърни е с население от 3104 жители (2007) и обща площ от 7,2 km². Намира се на 567 m надморска височина. ЗИП кодът му е 85137, а телефонният му код е 520.